# بيت موجان (بني مطر)

تعديل مصدري - تعديل

بيت موجان هي إحدى قرى عزلة بنيسوار بمديرية بني مطر التابعة لمحافظة صنعاء، بلغ تعداد سكانها 514 نسمة حسب تعداد اليمن لعام 2004.